# Almanya Acı Vatan
Almanya Acı Vatan (literalment en català, "Alemanya, trista pàtria") és una pel·lícula turca de 1979, dirigida per Şerif Gören i protagonitzada per Hülya Koçyiğit i Rahmi Saltuk. La pel·lícula va ser filmada a Berlín Oriental i el marit de Koçyiğit, Selim Soydan, en fou el productor. Rahmi Saltuk, més conegut com a cantant, també va fer la música de la pel·lícula. El film tracta de la situació dels turcs a Alemanya, al voltant d'una parella turca casada recentment. És una de les prop de 100 pel·lícules que tracten dels turcs a Alemanya que Yeşilçam (el cinema turc) ha produït.